# 高橋梵仙
高橋 梵仙（たかはし ぼんせん、1904年11月2日 - 1987年6月19日）は、日本の僧侶、歴史学者。

## 経歴
岩手県生まれ。大東文化大学教授。真言宗智山派金剛寺住職、大東文化大学名誉教授。日本経済史、社会経済史、人口史専攻。1960年「近世諸藩の人口と人口増加政策」により、専修大学から経済学博士の学位を授与される。また、1961年には「かくし念仏の歴史と教義・教団組織とに関する一研究」により東洋大学から文学博士の学位を授与される。

## 著書
- 『堕胎・間引きの研究』中央社会事業協会社会事業研究所,1936年（非売品）,復刻版が1981年に第一書房から発刊[6]
- 高橋梵仙『日本人口史之研究 第1巻』三友社、1941年。[7]
- 高橋梵仙『日本人口史之研究 第2巻』日本学術振興会、1955年。ASIN B000JB4FXS。[8]
- 高橋梵仙『日本人口史之研究 第3巻』日本学術振興会、1962年。ASIN B000JBI4F8。[9]
- 高橋梵仙『かくし念仏考』日本学術振興会、1956年、605頁。ASIN B000JAZKUQ。[10]

## 訳書
- Queen, Stuart Alfred 著、高橋梵仙 訳『西洋社会事業史』ミネルヴァ書房、1961年、315頁。[11]